# Illud Divinum Insanus
Illud Divinum Insanus es el octavo disco de estudio de la banda de death metal estadounidense Morbid Angel. El disco fue lanzado el 7 de junio de 2011, a través de la firma francesa de grabación Season of Mist. Éste es el primer álbum de estudio desde Heretic (2003), lo que significa la pausa más larga en la historia de la banda, entre un disco y otro.

## Grabación y producción
Illud Divinum Insanus es el primer álbum en el que aparece Destructhorel exguitarrista de la banda noruega Zyklon. Asimismo, este disco implica el retorno del bajista/vocalista David Vincent, quien no aparecía en la formación desde el álbum Domination de 1995. Illud Divinum Insanus es también el primer trabajo discográfico de Morbid Angel en el que no figura el baterista Pete Sandoval, quien se sometió a una cirugía de espalda antes de comenzar la grabación. Su lugar ha sido ocupado por Tim Yeung, quien había trabajado antes con la banda de Florida Hate Eternal.
En total, la producción de Illud Divinum Insanus tardó 5 años. El trabajo comenzó en 2006, y estaba contemplado para ser lanzado en el 2007. Sin embargo, las continuas giras, así como el arreglo y escritura de nuevas canciones, fueron retrasando dicho lanzamiento. Después de cuatro años de trabajo de escritura y composición, el álbum se grabó entre junio de 2010 y enero de 2011. El disco fue grabado en diferentes estudios, tales como Mana Recording Studios y Red Room Studios. Finalmente, la mezcla fue realizada en Hollywood, California, y estuvo a cargo de Sean Beavan.

## Recepción
El álbum recibió calificaciones desiguales por parte de la crítica. También recibió un rechazo profundo por parte del público que se sintió descontento con el intento de la banda de añadir un sonido industrial a varias canciones. Louisville Music News llamó al álbum un “experimento fallido” y una “broma”. Y describió Illud Divinum Insanus como el St. Anger de Morbid Angel, en referencia al álbum de Metallica. Jim Brandon de Metal Review le otorgó una calificación de 3.9/10 y dijo “Illud Divinum Insanus es un intento insultante, confuso y egoísta de una banda a obligar al público a apreciar una estética completamente opuesta a lo que ya habían dado a conocer, y destruye las esperanzas de los fanáticos veteranos quienes se rehúsan a aceptar esta basura sin ser tachados de ‘desleales’ por la banda y su equipo desvergonzado de relaciones públicas. Este álbum no tiene ningún valor, ni objetivo.” Metal Injection le otorgó una calificación de 3/10 y una crítica negativa.
Por otro lado, Phill Freeman de Allmusic otorgó al álbum la calificación de 4/5, declarando que mientras “aquellos quienes aman los álbumes antiguos de la banda… encontrarán a los experimentos industriales de Illud Divinum Insanus… como traiciones a todo lo que el grupo apoyó alguna vez,” “muchas de las canciones en Illud… son tan crudas y salvajes como cualquier otra cosa que la banda haya grabado”, y que el álbum “es un cambio de varios que han hecho a lo largo de su carrera”. Metal Hammer le otorgó una calificación de 9/10 describiéndolo como una “obra maestra retorcida y retadora”.
Antes del lanzamiento, el álbum recibió el apoyo de intérpretes incluyendo Mikael Akerfeldt del grupo Opeth, Anders Nyström de Katatonia y otros intérpretes de Heavy Metal.
Mención aparte, al exbaterista de Morbid Angel, Pete Sandoval, no le gustó el álbum diciendo, "No sé por qué hicieron eso con los DJ's, pudieron simplemente haber hecho un proyecto separado sin llamarlo un álbum de Morbid Angel. Eso pudiera haber estado mejor".

## Lista de canciones
| N.º | Título                              | Música             | Duración |  |
| 1.  | «Omni Potens»                       | Vincent            | 2:28     |  |
| 2.  | «Too Extreme!»                      | Azagthoth, Vincent | 6:13     |  |
| 3.  | «Existo Vulgoré»                    | Azagthoth, Vincent | 3:59     |  |
| 4.  | «Blades for Baal»                   | Myhren, Vincent    | 4:52     |  |
| 5.  | «I Am Morbid»                       | Vincent            | 5:16     |  |
| 6.  | «10 More Dead»                      | Myhren, Vincent    | 4:51     |  |
| 7.  | «Destructos vs. the Earth / Attack» | Azagthoth, Vincent | 7:15     |  |
| 8.  | «Nevermore»                         | Azagthoth, Vincent | 5:07     |  |
| 9.  | «Beauty Meets Beast»                | Azagthoth, Vincent | 4:56     |  |
| 10. | «Radikult»                          | Vincent            | 7:37     |  |
| 11. | «Profundis - Mea Culpa»             | Azagthoth, Vincent | 4:05     |  |